# Хайс, Гарри
Гарри Томсон Хайс (Harry Thompson Hays) (14 апреля 1820 — 21 августа 1876) — офицер армии США, участник мексиканской войны и генерал армии Конфедерации в годы американской гражданской войны. Его бригада, известная как «Луизианские тигры», сыграла важную роль во время битвы при Геттисберге, когда они штурмовали высоту Семетери-Хилл и захватили несколько артиллерийских батарей, после чего были отброшены назад из-за отсутствия поддержки.

## Ранние годы
Прадедом Хайса был эмигрант шотландско-ирландского происхождения, Джон Хайс, который поселился в Вирджинии в 1740 году. Дед Хайса, Роберт, переселился в Теннесси, где занялся фермерством. Он был родственником президента Эндрю Джексона.
Гарри Хайс родился на фамильной плантации в округе Уилсон, штат Теннесси, в семье Нармона и Элизабет Хайс. Его отец был участником Крикской войны и битвы за Новый Орлеан. Его старший брат, Джон Коффи Хайс, стал известным техасский рейнджером и участником войны с команчами, а сестра Сара стала матерью Джона Хайса Хаммонда, известного горного инженера.
Его родители умерли в 1833 во время эпидемии холеры. После смерти родителей Гарри жил у своего дяди в округе Уилкинсон, штат Миссисипи. Поступил в колледж Святой Марии в Балтиморе, где изучал право. Имел юридическую практику в Новом Орлеане, штат Луизиана.
Впервые Хайс принял участие в боевых действиях во время Мексиканской войны, где служил в 5-м луизианском кавалерийском полку. Вернувшись в Луизиану, он занялся политикой, поддерживая вигов и Уинфилда Скотта на президентских выборах 1852 года.
13 июля 1854 года Хайс женился на Элизабер Бетти Кейдж, свадьба прошла в округе Язу в Миссисипи. В их семье было пятеро детей.

## Гражданская война
В 1861 Хайс вступил в армию Конфедерации в качестве полковника 7-го Луизианского пехотного полка в бригаде Ричарда Тейлора. Хайс сам принимал участие в формировании этого полка. Из 1000 человек этого соединения только 373 были уроженцами штата, остальные — иностранцы. В полку было 331 ирландец, 50 немцев и 24 англичанина.
Он принял участие в первом сражении при Булл-Ран и в Кампании в Долине под командованием Томаса Джексона. В сражении у Порт-Репаблик был несколько раз ранен. 25 июля 1862, он был повышен до бригадного генерала и получил 1-ю луизианскую бригаду, сменив Ричарда Тейлора, который был повышен до генерал-майора и отправлен на Запад. Эта бригада стали известна как «Луизианские тигры», она получила это название от частей одноимённой бригады Роберта Уита, которые были включены в её состав. Пока Хайс выздоравливал после ранения, бригадой временно командовал полковник Генри Форрно (в частности, в сражении у Кедровой горы).
Уже через несколько месяцев Хайс потерял почти половину своей бригады (323 из 500) в сражении при Энтитеме, в кровавом бою за кукурузное поле.
Он продолжал командовать сильно поредевшей бригадой при Фредериксберге в декабре 1862 и при Чанселорсвилле в мае 1863.
В конце 1862 года беспорядки и воровство луизианцев бригады Хайса вывело из себя командование и бригада была на грани расформирования. Даже Хайсу не удавалось поддерживать в ней порядок. Однако, под Чанселорсвиллем их героическая атака опрокинула две линии федералов, после чего генерал Эрли швырнул на землю свою шляпу и воскликнул: «Теперь эти чёртовы луизианцы пусть воруют всё, что угодно!»
В начале Геттисбергской кампании его бригада насчитывала пять полков:
- 5-й луизианский (Александр Харт)
- 6-й луизианский (Джозеф Хэнлон)
- 7-й луизианский (Дэвид Пэнн)
- 8-й луизианский (Тревениэн Льюис)
- 9-й луизианский (Лерой Стаффорд)

Бригада была включена во II корпус генерала Эрли и вместе с корпусом участвовала во втором сражении при Винчестере, где стала основной ударной силой: бригада была задействована для атаки на Боверс-Хилл, для взятия Западного Форта и для разгрома отступающих войск генерала Милроя. После взятия Винчестера генерал Юэлл приказал переименовать Западный Форт в «Луизианские высоты» в честь бригады Хайса.

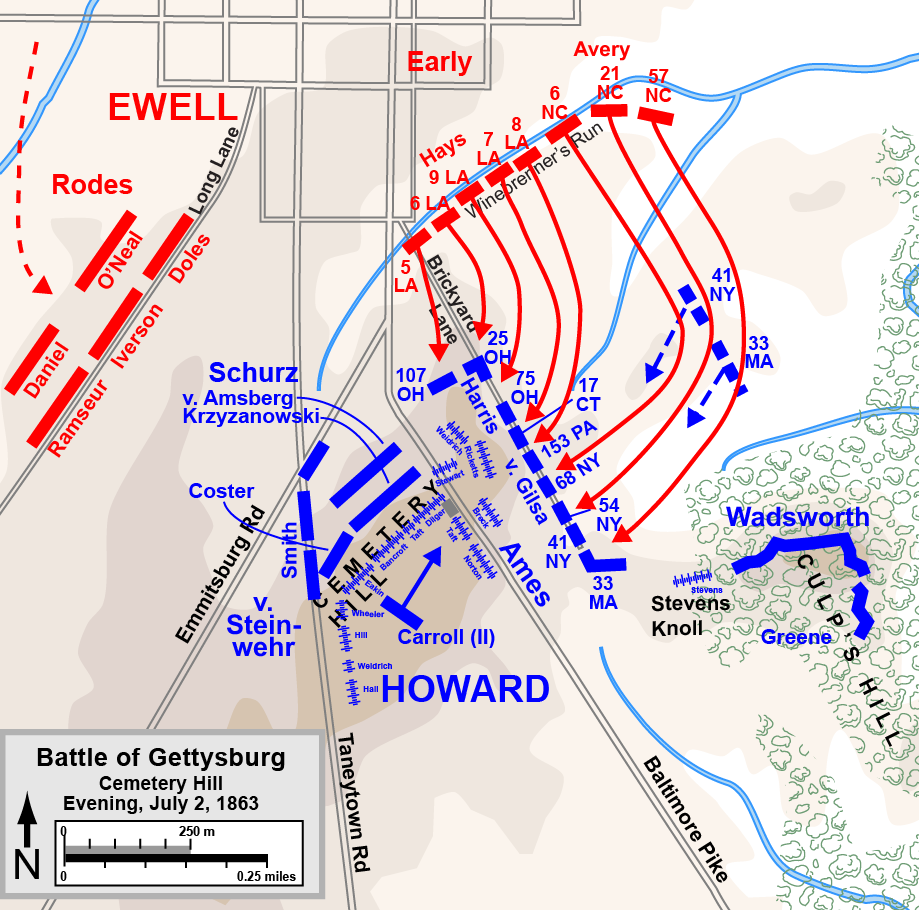
Штурм Кладбищенского холма вечером 2-го июля

В первый день сражения при Геттисберге его бригада ворвалась в город и взяла множество пленных. «Мои потери были невелики: 1 офицер и 6 рядовых убито, 4 офицера и 37 рядовых ранено, 15 человек пропало без вести. Потери врага с точностью установить нельзя, но, судя по виду поля боя, они примерно в шестеро превышали мои.»
На второй день, в 20:00, он повёл своих людей в ночную атаку на Кладбищенский холм. Бригада с боем поднялась на холм и захватила несколько орудий. Однако, его успех поддержан не был, потери бригады росли, и Хайс вынужден был отвести бригаду назад. Они отступали организованно, в полном порядке, уступая один рубеж за другим. В 22:00 бригада покинула холм. Отступая, они забрали с собой несколько захваченных знамён.
Самый тяжёлый удар бригада получила в ноябре 1863 года в сражении при Раппаханок-Стейшн. Бригада удерживала укреплённый плацдарм на северном берегу реки. Противник не имел численного превосходства, но сумел взять позиции бригады с первой атаки и захватить много пленных. Сам Хайс ненадолго попал в плен, но сумел освободиться.
5 мая в сражении в Глуши он потерял треть своих людей, а через пять дней при Спотсильвейни был тяжело ранен осколком. Этим закончилась его служба в Северовирджинской армии. После выздоровления он был переведён на Запад и в Луизиану. 10 мая 1865 он был повышен до генерал-майора, но из-за ликвидации Конфедерации его повышение так и не было утверждено.

## Послевоенная деятельность
После войны он вернулся в Новый Орлеан. После амнистии примерно год служил шерифом. Играл видную роль в Новоорлеанском бунте июля 1866, будучи представителем от двухсот своих бывших солдат, которые теперь стали членами «Общества бригады Хайса». Он был смещён со своей должности под давлением бывшего генерала Союза Филиппа Шеридана. Генерал Джеймс Лонгстрит был направлен в Новый Орлеан, чтобы провести в жизнь это решение.
Хайс был масоном, посвящённым в луизианской ложе № 102 в Новом Орлеане. Позже он вернулся к юридической практике. Он умер в возрасте 56 лет от болезни почек. Похоронен в Новом Орлеане, на кладбище Вашингтон-Авеню.